# 中野康司
中野 康司（なかの こうじ、1946年 - ）は、日本のイギリス文学者・翻訳家。
19世紀から20世紀のイギリス小説が専門。元青山学院大学教授。
小池滋の門下生、小池監修のちくま文庫版『シャーロック・ホームズ全集』の訳者の一員。ジェイン・オースティンの長編を全訳、E・M・フォースター作品も多く訳した。

## 略歴
神奈川県に生まれる。東京外国語大学卒業、旧・東京都立大学大学院博士課程中退。國學院大學文学部助教授、東京都立大学助教授、教授を経て青山学院大学教授。2012年退職。

## 著作
- 『ジェイン・オースティンの言葉』（ちくま文庫） 2012 - 作品内の名言を紹介した読書案内

主な訳書
- 『緋色の研究、まだらの紐など』（コナン・ドイル、ちくま文庫、シャーロック・ホームズ全集 2巻） 1997
- 『シルヴァー・ブレイズ』（ドイル、ちくま文庫、シャーロック・ホームズ全集 6巻収録） 1997
- 『最後の事件、三人の学生など』（ドイル、ちくま文庫、シャーロック・ホームズ全集 7巻収録） 1997
W・S・ベアリング＝グールド[1]解説と注、各・初刊は東京図書 1982
- 『欺しの天才 アガサ・クリスティ創作の秘密』（ロバート・バーナード、小池滋共訳、秀文インターナショナル） 1982
- 『愚者たち』（N・S・ヌデベレ、講談社） 1985
- 『E.M.フォースター』（ライオネル・トリリング、みすず書房） 1997
- 『愛の報い』（ウィンダム・ルイス、集英社、世界の文学4） 1991
- 『ひそやかな村』（ダグラス・ダン、白水社） 1992／白水Uブックス 1996
- 『おれは彼女の心臓を食べた』（ボブ・シャコーチス、集英社） 1994
- 『ジェファーソンの死』（アーネスト・J・ゲインズ、集英社） 1996 - 全米批評家協会賞受賞
- 『海峡を越えて』（ジュリアン・バーンズ、白水社） 1998
- 『大学のドンたち』（ノエル・アナン、みすず書房） 2002
- 『てのひらの肖像画』（リットン・ストレイチー、みすず書房） 1999
- 『ヴィクトリア朝偉人伝』（リットン・ストレイチー、みすず書房） 2008
- 『ジェイン・オースティンの思い出』（J・E・オースティン=リー、みすず書房） 2011 - 甥による回想
- 『ジェイン・オースティンの読書会』（カレン・ジョイ・ファウラー、ちくま文庫） 2013

### E・M・フォースター
- 『アレクサンドリア』（E・M・フォースター、晶文社） 1988、オンデマンド版 2007／ちくま学芸文庫 2010
- 『天使も踏むを恐れるところ』（E・M・フォースター、白水社） 1993、白水Uブックス 1996
- 『デーヴィーの丘』（E・M・フォースター、「著作集7」みすず書房） 1994
- 『小説の諸相』（E・M・フォースター、「著作集8」みすず書房） 1994／改訂・中公文庫、2024

### ジェイン・オースティン
- 『高慢と偏見』上・下（ジェイン・オースティン、ちくま文庫） 2003 - 電子書籍化
- 『エマ』上・下（ジェイン・オースティン、ちくま文庫） 2005 - 電子書籍化
- 『分別と多感』（ジェイン・オースティン、ちくま文庫） 2007
- 『説得』（ジェイン・オースティン、ちくま文庫） 2008
- 『ノーサンガー・アビー』（ジェイン・オースティン、ちくま文庫） 2009
- 『マンスフィールド・パーク』（ジェイン・オースティン、ちくま文庫） 2010